# Ichneumon centrator
Ichneumon centrator är en stekelart som beskrevs av Thomas Say 1825. Ichneumon centrator ingår i släktet Ichneumon och familjen brokparasitsteklar. Inga underarter finns listade i Catalogue of Life.